# 포스코에너지
포스코에너지는 1969년 경인에너지개발㈜로 시작하여 지난 2005년 포스코 계열사로 편입되었다. 2012년 2월 현재의 사명으로 변경하고, 발전, 연료전지, 신재생에너지 등의 사업을 영위하는 기업이다.
포스코에너지는 국내 최초, 최대 민간 발전회사로서 3,412MW의 인천 LNG복합발전소 운영을 통해 수도권 지역에 안정적으로 전력을 공급하고 있다. 제철과정에서 발생하는 부생가스를 연료로 활용하여 전력을 생산하는 부생가스복합발전소를 광양과 포항에서 운영하고 있으며, 2014년 자회사 포스파워의 출범을 시작으로 석탄화력발전사업에도 진출하여 지속성장의 발판을 마련하였다.
포스코에너지는 연료전지 사업의 원천기술 확보와 상용기술 개발, 생산시설 구축을 위해 2007년부터 연구개발 및 투자를 진행해 오고 있다. 경북 포항시에 세계 최대 규모이자 아시아 최초로 연료전지 제조공장을 준공하였다. 또한 연료전지의 설치, 시공부터 핵심 기술인 셀(Cell)까지 단계적으로 국산화를 시행해 독자적 사업기반을 구축하였다.
포스코에너지는 국내 최초로 생활폐기물 연료화 발전시설을 운영하고 있으며 버려지는 하수열을 이용한 지역난방 공급사업 등 자원순환사업도 활발히 추진하고 있다. 더불어 태양광, 풍력 등 다양한 신재생에너지사업도 활발히 전개해 나가고 있다.
인도네시아 부생가스발전소를 시작으로 베트남 석탄화력발전 등 해외로 사업영역을 확장하고 있다.
본사는 서울특별시 강남구 테헤란로 440, 서관 16층 (대치동)에 위치해 있으며, 인천 서구, 전라남도 광양시, 경북 포항시 등지에 사업장이 있다.

## 개요
- 설립일: 1969.11.03
- 자본금: 2,260억
- 대표이사: 박기홍
- 사업장: 서울, 인천, 광양, 포항 등

### 연혁
- 1969. 11 경인에너지개발㈜ 설립
- 1970. 03 경인에너지㈜로 사명 변경
- 1972. 02 인천 화력발전소 상업운전 개시(324.8MW)
- 1999. 12 한국종합에너지㈜ 설립(한화로부터 에너지 부문 분사)
- 2002. 01 인천 LNG복합발전소 증설 완료(1,800MW)
- 2005. 09 포스코파워㈜(POSCO POWER Co.,Ltd)로 사명 변경[1]
- 2006. 03 포스코 100% 주식 취득 (㈜포스코, 호주 맥쿼리 그룹 보유 지분 50% 추가 획득)[2]
- 2006. 06 회사채 신용등급 AA+ 획득[3]
- 2007. 02 연료전지사업 시작(포스코로부터 사업부문 이관)[4]
- 2008. 09 연료전지 BOP 제조공장 준공(포항, 연산 100MW)[5]
- 2009. 06 연료전지 기술연구소 설립
- 2010. 12 광양 부생가스복합발전소 준공(284MW)[6]
- 2011. 03 여자탁구단 창단[7]
- 2011. 03 연료전지 STACK 제조공장 준공(포항/연산 100MW)
- 2011. 09 인천 LNG복합화력발전소 5,6호기 준공(1,252MW/총 3,052MW)
- 2011. 11 인천 신사옥(미래관) 준공[8]
- 2012. 01 신안 태양광발전단지 1차 준공(2MW)[9]
- 2012. 02 포스코에너지(주)로 사명 변경[10]
- 2013. 07 신안 태양광발전단지 2차 준공(5MW)
- 2013. 11 연료전지 셀(Cell) 제조공장 착공(포항/연산 100MW)
- 2013. 11 부산 SRF(Solid Refuse Fuel)발전소 준공(24.8MW)
- 2014. 01 인도네시아 부생가스발전소 준공(200MW)
- 2014. 06 몽골 석탄열병합발전 사업권 확보(450MW)
- 2014. 07 포항 부생가스복합발전소 준공(290MW)
- 2014. 08 신안 태양광발전단지 종합준공(3차 7.5MW/총 14.5MW)
- 2014. 09 국내 석탄화력발전사업 진출(삼척/2,100MW)
- 2014. 12 탄천 하수열 이용 지역난방 공급설비 준공(서울 강남구 탄천물재생센터 내)
- 2015. 04 인천 LNG복합발전소 7,8,9호기 준공(1,260MW/총 3,412MW)
- 2015. 10 베트남 몽즈엉Ⅱ 석탄화력발전소 준공(1,120MW)

### 수상 내역
- 1974~1977. 3년 연속 국제 안전 인증 “Award of Honor” 수상 (National Safety Council)
- 1993. 전력수급 기여공로상 수상 (대통령상)
- 2000. 자율환경 협정 우수상 수상 (인천광역시)
- 2001. 에너지 절약을 위한 자발적 협약 우수사업장 수상 (에너지관리공단)
- 2003. 환경의 날 환경보전협회장 표창 (환경보전협회장)
- 2003. 환경의 날 구청장 표창 (인천광역시 서구청장)
- 2003. 물의 날 표창 (인천광역시장)
- 2004. 재난수습 역량강화 기여 표창 (인천광역시)
- 2004. 소방설비관리 우수업체 수상 (인천서부소방서)
- 2005. KOSHA 18001 인증 (한국산업안전보건공단)
- 2006. 우수방화관리자 표창 (소방방재청)
- 2006. 환경기술인의 날 환경부 장관상 수상 (환경부)[11]
- 2009. 무재해 목표달성 4배수 인증 (한국산업안전보건공단)[12]
- 2010. 전국 방화관리 최우수업체 선정 (소방방재청)[13]
- 2010. 수도권 PSM (공정안전관리) 우수업체 선정 (고용노동부)
- 2011. 기후변화 그랜드 리더스 어워드 ‘기업부문’ (기후변화센터)[14]
- 2011. 포브스코리아 최고경영자 대상 ‘친환경부문’ (포브스코리아)[15]
- 2011. 환경개선 성과평가 결과 우수사업장 선정 (인천광역시)
- 2012. 환경경영시스템 ISO 14001 인증
- 2012. 대한민국친환경대상 대기오염저감부문 수상[16]
- 2012. 지속가능경영대상 최초보고서 발간부문 대상 수상[17]
- 2014. 산업안전 보건 강조주간, 대기업 안전보건활동 우수사례 발표대회 대상 수상(고용노동부)[18]
- 2014. '대한민국 사랑받는 기업 정부포상' 산업통상자원부 장관상 수상[19]

## 사업 영역

### 발전
- LNG 복합발전

인천 LNG복합발전소는 900MW 용량의 3,4호기, 1,252MW 용량의 5,6호기, 안정적인 전력공급을 위해 1,2호기를 대체한 효율이 높은 1,260MW 용량의 7,8,9호기를 포함해 총 3,412MW의 설비용량을 갖추고 있다.
- 부생가스발전

부생가스발전은 제철소에서 발생하는 잉여부생 가스를 이용하여 전력을 생산하는 발전방식이다. 광양 부생가스복합발전을 시작으로 포항 지역에 발전용량 290MW급 부생가스복합발전을 건설했으며
, 해외에는 인도네시아 반텐주 Cilegon City지역에 발전용량 200MW급 부생발전을 건설, 운영하고 있다.

### 연료전지
연료전지는 최고의 분산전원 솔루션으로 365일, 24시간 상시 발전이 가능하며, 필요한 곳에서 직접 전기를 생산한다는 장점을 가지고 있다.
포스코에너지는 300 kW, 2.5MW 발전용 연료전지 제품을 판매하고 있으며, 전국 20여 개소에서 총 154.2MW를 설치 및 운영하고 있다.
지금은 존폐키로 했다
- 발전원리

연료전지는 물 전기분해의 역반응을 통해 전기를 생산한다. 연료를 연소하여 얻어지는 열에너지를 다시 운동에너지로 전환하고 운동에너지로 터빈을 가동시키는 기존 발전 방식과는 다르게 수소와 산소의 전기화학 반응을 통해 전기를 생산하는 새로운 방식으로 기존 발전대비 다양한 장점이 있다.
- 제품구성

연료전지는 MBOP, STACK, EBOP로 구성된 발전시스템이다. MBOP는 연료를 공급하고 열을 회수하는 장치로 운전 신뢰성과 연관이 있다. STACK은 전극, 전해질 및 분리판으로 이루어진 Cell이 적층된 것으로 이 곳에서 수소와 산소의 전기화학적 반응으로 전기가 생산되고 열이 발생하므로 발전기의 효율과 가장 밀접한 관련이 있다. EBOP는 STACK에서 생산되는 직류전기를 교류전기로 변환하고 시스템 제어를 담당하는 장치로 전력의 안정적 공급을 결정한다. .

### 신재생에너지
- 자원순환사업

버려지는 자원을 재활용하여 새로운 에너지를 만드는 자원순환사업은 친환경공정을 통해 생활폐기물, 폐열 등을 이용하여 에너지를 생산하는 사업이다. 포스코에너지는 2011년 12월 포스코 E&E 인수를 기점으로 자원순환사업을 본격적으로 추진하였다. 2009년 설립된 포스코 E&E는 자원순환사업을 추진하는 포스코패밀리사로 생활폐기물 연료화 발전사업, 하수열에너지 이용사업을 민간투자로 진행하고 있다. 부산 SRF발전시설, 탄천 하수열에너지 이용시설 등 전국에 각 사업단위 특수목적회사를 운영하고 있다.
- 태양광

전라남도 신안군 일대에 14.5MW의 대규모 태양광발전단지를 조성하여 운영하고 있으며, 폐염전 부지를 활용해 지역과의 환경친화적인 시너지를 창출하고 있다.
- 풍력

전라남도 신안군 일대에 대규모 육상 및 해상풍력발전사업을 추진하고 있으며 국산 주기기 적용을 통해 국내 풍력발전시장의 확장을 선도하고 있다.

### R&D
- 디스크타입 반작용 스팀터빈

포스코에너지는 중소기업 (주)HK터빈과 공동연구를 통해 세계 최초로 폐열을 활용한 디스크타입 반작용 스팀터빈을 개발하였다. 디스크에서 분사되는 스팀의 힘을 이용해 터빈을 회전시켜 발전하는 원리로 100~200°C의 중저온 폐열을 활용한다. 디스크타입 반작용 스팀터빈은 '2013 서울국제발명전시회'에서 특별상과 금상을 동시 수상하였다.
- 폐자원 가스화기

쓰레기를 재활용하여 엔진 및 터빈을 구동시키는 메탄가스를 제조하는 기술로 쓰레기 매립 및 소각으로 인한 환경오염을 출이고, 높은 발전효율을 바탕으로 경제성을 증대시키는 효과가 있다.